# Pui (Roemenië)
Pui (Hongaars:Puj of Puly) is een dorp en gemeente in de regio Transsylvanië, in het Roemeense district Hunedoara. Pui ligt in de vallei van de Strei-rivier, 18 km ten zuidwesten van Hațeg. De gemeente Pui telt 4631 inwoners (2008).
In Pui staat een Rooms Katholieke kerk uit 16e-17e eeuw en een vervallen Hongaars Gereformeerde Kerk. Deze herinneren aan de etnische Hongaren die lang in het dorp woonden. In 1910 waren er op een bevolking van 1165 personen 379 Hongaren, 50 Duitsers en 676 Roemenen. De Hongaren en Duitsers waren Katholiek (223 personen) of Gereformeerd (158).

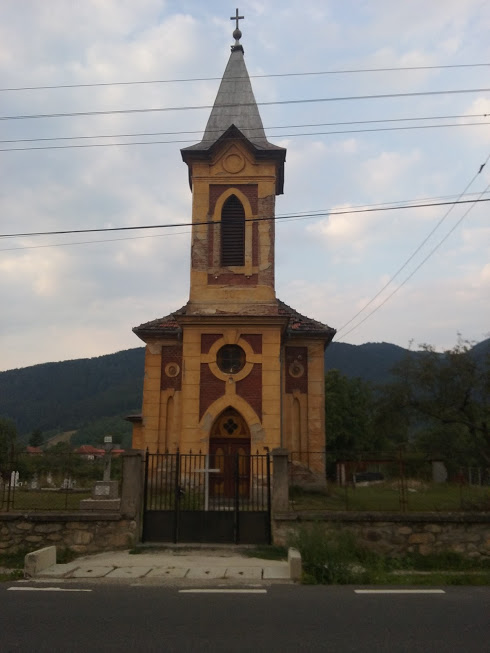
de Rooms Katholieke Kerk van Pui

## Geboren
- Romulus Gabor (1961), Roemeens voetballer